# Anne Guéret
Pour les articles homonymes, voir Guéret (homonymie).
Anne Guéret, épouse Bernier, dite Mlle Guéret cadette, est une femme peintre active à la fin du XVIIIe siècle. 

## Biographie
Avec sa sœur Louise Catherine Guéret elles furent, jeunes orphelines, adoptées par Sedaine, qui les recommanda à Jacques-Louis David.

## Envois aux Salons
Anne Guéret est désignée dans le livret du Salon comme la cadette. Elle est domiciliée en 1793 au 109, rue de la Vannerie et en 1798 au 109, rue de la Verrerie.
- 1793 :
  - no 115, Quatre portraits, sous le même numéro;
  - no 474, Portrait de la citoyenne Sedaine, la jeune;
  - no 605, Une femme sur un canapé;
  - no 765, Portrait d'une artiste appuyée sur un portefeuille.
  - no 766, Portrait d'une citoyenne faisant de la musique.
- 1795 :
  - no 232, Deux tableaux, l'un Une Bacchante et l'autre une Vestale (appartient à la Société des Amis des Arts);
  - no 233, Deux femmes dans le même tableau.
- 1798, par les Citoyennes Guéret : no 199, Deux portraits, l'un d'une femme en buste, l'autre de deux sœurs, même numéro.
- 1801, Portrait de femme avec deux enfants.

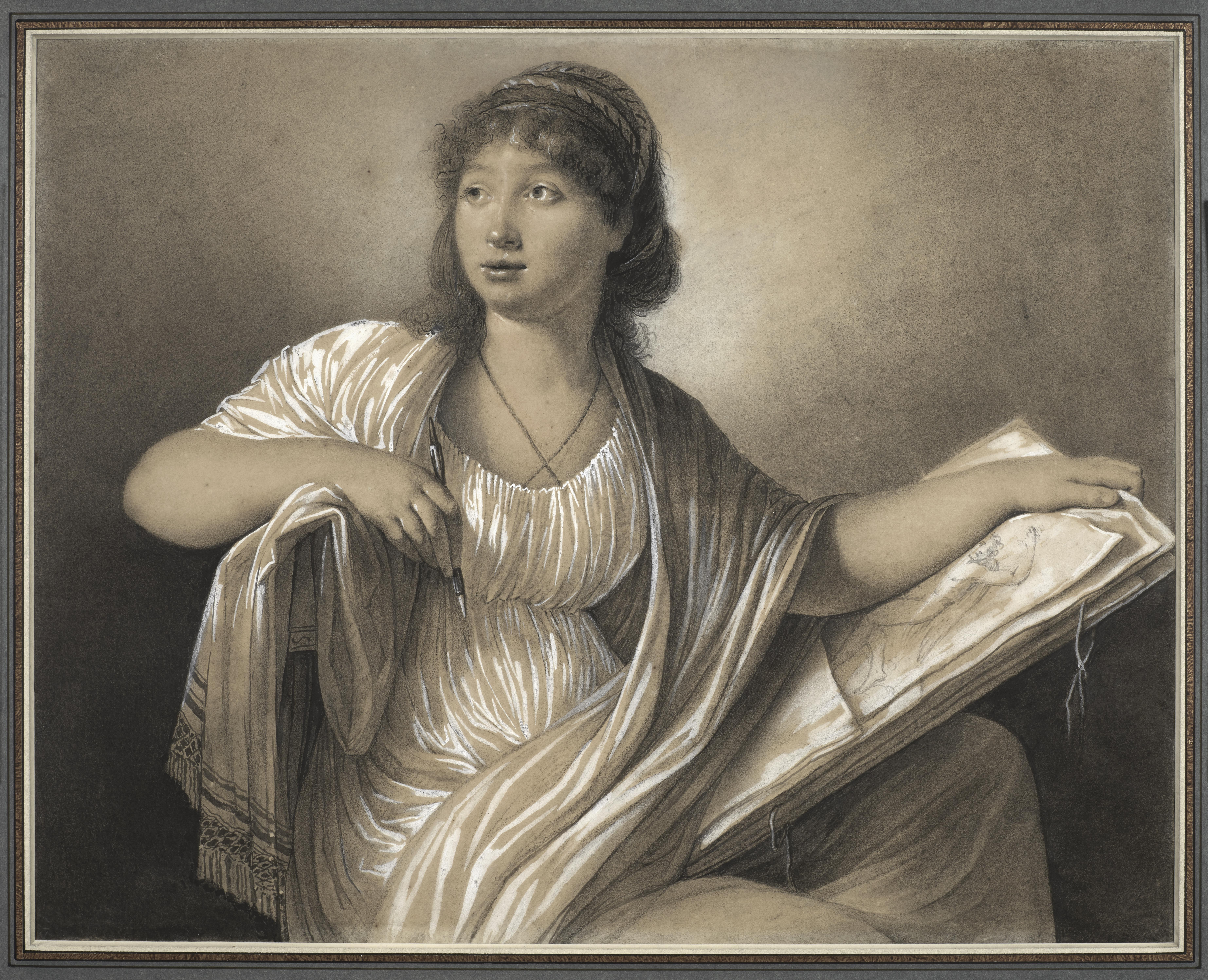
Portrait d'une artiste appuyée sur un portefeuille (probable autoportrait), Salon de 1793
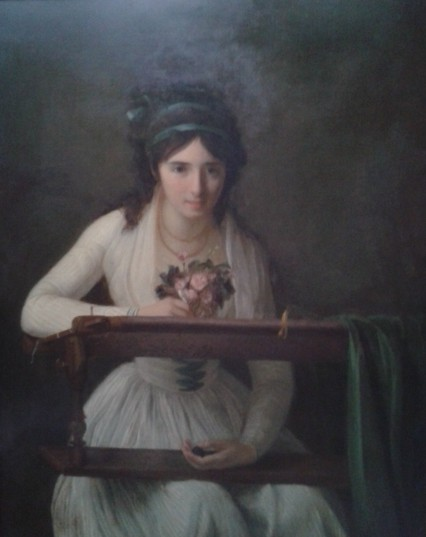
Portrait de la citoyenne Sedaine, la jeune (Suzanne Agathe Sedaine, plus jeune fille de Michel-Jean Sedaine), Salon de 1793

## Œuvre passée en vente publique
- Portrait d'une artiste appuyée sur un portefeuille, plume et encre brune, pierre noire et rehauts de blanc, 31 par 38,8 cm, (vraisemblablement le dessin du salon de 1793), vente à Paris, 23 mars 2007, Hôtel Drouot, Commissaire-priseur, Thierry de Maigret, no 24, du catalogue où elle est reproduite, vendu pour 13 500 €.

## Iconographies des deux sœurs
- Henri-Pierre Danloux, Portrait d'Anne Guéret, tableau[1]
- Henri-Pierre Danloux, Portrait de Louise Catherine Guéret, dessin.
- Jacques-Louis David, (attribué à), Portrait présumé de Catherine Guéret, Rouen, Musée des Beaux-Arts, cette toile porte une signature David.